# Banca Popolare di Crema
La Banca Popolare di Crema è  stata un istituto di credito italiano.
Dal 27 dicembre 2011, oltre che un marchio del Banco Popolare presente nella bassa Lombardia, è anche un'area con sede a Crema (CR) della Direzione territoriale Banca Popolare di Lodi, inclusa nell'omonima Divisione.

## Storia
La Popolare di Crema è nata a Crema nel 1870 con la denominazione Banca Popolare Agricola di Mutuo Credito, per volontà di alcune personalità di spicco del mondo economico-agricolo del cremasco col fine di favorire la diffusione del credito agrario.
Dopo oltre un secolo di storia, in cui la Popolare di Crema ha sviluppato servizi per tutti i settori attivi sul territorio della Provincia di Cremona e si è espansa anche aprendo filiali anche nelle province di Milano e di Brescia.
Nel 2001 la Banca Popolare di Lodi acquisisce la maggioranza della Popolare di Crema, che viene delistata dalla Borsa di Milano il 17 dicembre 2001, in seguito all'ottenimento del 94,47% del capitale sociale tramite l'OPA che ha lanciato. Non avendo la BPL raggiunto il 98% del capitale sociale non scatta il diritto d'acquisto, per cui la banca resta una S.p.A. con alcuni piccoli azionisti.
Il 1º luglio 2007 a seguito della fusione tra Banco Popolare di Verona e Novara e Banca Popolare Italiana che ha dato vita al Banco Popolare, è nata la Banca Popolare di Lodi S.p.A., alla quale è stato conferito il ramo di azienda bancaria della ex Banca Popolare di Lodi, controllata al 100% dalla nuova capogruppo, nella cui divisione è presente la "Banca Popolare di Crema S.p.A.".
Dal 27 dicembre 2011, nell'ambito del progetto "Grande Banco Popolare", a seguito del perfezionamento della fusione per incorporazione nella capogruppo Banco Popolare Soc.Coop. della Banca Popolare di Crema S.p.A., diventa un marchio del gruppo bancario che contraddistingue, all'incirca le sue 40 filiali, poste in Lombardia nelle province di Cremona e Brescia e nella città metropolitana di Milano.